# Transaction Processing Performance Council
Transaction Processing Performance Council (TPC) – organizacja typu non-profit założona w 1985 w celu zdefiniowania testów wydajnościowych w dziedzinie przetwarzania danych. Organizacja ta publikuje wyniki testów, które dzięki dobrze zdefiniowanej metodyce są uważane za obiektywne i weryfikowalne. Wyniki testów TPC są powszechnie stosowane dla porównywania wydajności systemów przetwarzania danych. Specyficzną cechą tych testów jest podawanie wyników, nie tylko w ilości transakcji w jednostce czasu, ale też obliczanie kosztu pojedynczych transakcji bazując na cenie katalogowej użytego systemu. Testy wydajnościowe TPC są stale rozwijane by uzyskać wyniki w sytuacjach zbliżonych do tych, w jakich pracują systemy podczas komercyjnego stosowania przez organizacje zajmujące się przetwarzaniem danych. Stąd na przykład wprowadzenie testów w podziale według kategorii "wielkość bazy danych", gdy eksperci stwierdzili, że liczba rekordów w bazie danych może istotnie wpływać na uzyskiwane wyniki wydajnościowe. 

## Lista testów wydajnościowych TPC

### Aktualnie stosowane
- TPC-App
- TPC-C
- TPC-H
- TPC-E

### Wycofane
- TPC-A
- TPC-B
- TPC-D
- TPC-R
- TPC-W